# Eois lunatissima
Eois lunatissima är en fjärilsart som beskrevs av William Schaus 1915. Eois lunatissima ingår i släktet Eois och familjen mätare. Inga underarter finns listade i Catalogue of Life.